# Кастеларо Лагузело (Мантова)
Кастеларо Лагузело је насеље у Италији у округу Мантова, региону Ломбардија.
Према процени из 2011. у насељу је живело 275 становника. Насеље се налази на надморској висини од 114 м.